# Aetheomorpha kantneri
Aetheomorpha kantneri es un coleóptero de la familia Chrysomelidae.
Fue descrita científicamente por primera vez en 2005 por Medvedev.